# Paris-Nice de 2021
A 79.ª edição da Paris-Nice foi uma corrida de ciclismo de estrada por etapas que se celebrou entre a 7 e 14 de março de 2021 na França com início na cidade de Saint-Cyr-l'École e final na cidade de Levens sobre um percurso de 1173,8 quilómetros.
A corrida fez parte do UCI WorldTour de 2021, calendário ciclístico de máximo nível mundial, sendo a quarta corrida de dito circuito e foi vencida pelo alemão Maximilian Schachmann do Bora-Hansgrohe. Completaram o pódio, como segundo e terceiro classificado respectivamente, o russo Aleksandr Vlasov e o espanhol Ion Izagirre, ambos do Astana-Premier Tech.

## Equipas participantes
Tomaram parte na corrida 23 equipas: 19 de categoria UCI WorldTeam e 4 de categoria UCI ProTeam. Formaram assim um pelotão de 161 ciclistas dos que acabaram 127. As equipas participantes foram:
| Equipes WorldTeam (19)- AG2R Citroën Team - Astana-Premier Tech - Bahrain Victorious - Team BikeExchange - Bora-Hansgrohe - Cofidis - Deceuninck-Quick Step - Team DSM - EF Education-Nippo - Groupama-FDJ - Ineos Grenadiers - Intermarché-Wanty-Gobert Matériaux - Israel Start-Up Nation - Jumbo-Visma - Lotto Soudal - Movistar Team - Qhubeka Assos - Trek-Segafredo - UAE Team Emirates Equipes ProTeam (4)- Alpecin-Fenix - Arkéa-Samsic - B&B Hotels p/b KTM - Total Direct Énergie |
| |

## Percorrido
A Paris-Nice dispôs de oito etapas divido em duas etapas planas, quatro em media montanha, uma etapas de montanha e uma contrarrelógio individual para um percurso total de 1173,8 quilómetros.
| Etapa | Data    | Percurso                              | type                      | Distância (km) | Elevação (m) | Vencedor         | Líder geral           |
| ----- | ------- | ------------------------------------- | ------------------------- | -------------- | ------------ | ---------------- | --------------------- |
| 1     | 7 mar.  | Saint-Cyr-l'École – Saint-Cyr-l'École | etapa escarpada           | 166            | 1 525 m      | Sam Bennett      | Sam Bennett           |
| 2     | 8 mar.  | Oinville-sur-Montcient – Amilly       | etapa plana               | 188            | 1 016 m      | Cees Bol         | Michael Matthews      |
| 3     | 9 mar.  | Gien – Gien                           | contrarrelógio individual | 14,4           | 102 m        | Stefan Bissegger | Stefan Bissegger      |
| 4     | 10 mar. | Chalon-sur-Saône – Chiroubles         | etapa escarpada           | 188            | 3 540 m      | Primož Roglič    | Primož Roglič         |
| 5     | 11 mar. | Vienne – Bollène                      | etapa plana               | 203            | 926 m        | Sam Bennett      | Primož Roglič         |
| 6     | 12 mar. | Brignoles – Biot                      | etapa escarpada           | 202,5          | 3 181 m      | Primož Roglič    | Primož Roglič         |
| 7     | 13 mar. | Le Broc – Valdeblore                  | alta montanha             | 119,2          | 3 127 m      | Primož Roglič    | Primož Roglič         |
| 8     | 14 mar. | Plan-du-Var – Levens                  | etapa escarpada           | 93,1           | 2 006 m      | Magnus Cort      | Maximilian Schachmann |

## Desenvolvimento da corrida

### 1.ª etapa
| Saint-Cyr-l'École - Saint-Cyr-l'École | etapa escarpada | (166 km) |

| \| Classificação por etapas \| Classificação por etapas \| Classificação por etapas \| Classificação por etapas \| Classificação por etapas \| \| Ciclista \| Ciclista \| Equipe \| Tempo \| \| \| ------------------------ \| ------------------------ \| ------------------------ \| ------------------------ \| ------------------------ \| \| 1. \| Sam Bennett \| Deceuninck-Quick Step \| 3h51m38s \| \| \| 2. \| Arnaud Démare \| Groupama-FDJ \| + 0s \| \| \| 3. \| Mads Pedersen \| Trek-Segafredo \| + 0s \| \| \| 4. \| Jasper Philipsen \| Alpecin-Fenix \| + 0s \| \| \| 5. \| Bryan Coquard \| B&B Hotels p/b KTM \| + 0s \| \| \| 6. \| Pascal Ackermann \| Bora-Hansgrohe \| + 0s \| \| \| 7. \| Phil Bauhaus \| Bahrain Victorious \| + 0s \| \| \| 8. \| Christophe Laporte \| Cofidis \| + 0s \| \| \| 9. \| André Greipel \| Israel Start-Up Nation \| + 0s \| \| \| 10. \| Rudy Barbier \| Israel Start-Up Nation \| + 0s \| \| |                    |                        |          |
| |                    |                        |          |
| Fonte: ProCyclingStats |                    |                        |          |
| Classificação por etapas |                    |                        |          |
| Ciclista | Ciclista           | Equipe                 | Tempo    |
| 1. | Sam Bennett        | Deceuninck-Quick Step  | 3h51m38s |
| 2. | Arnaud Démare      | Groupama-FDJ           | + 0s     |
| 3. | Mads Pedersen      | Trek-Segafredo         | + 0s     |
| 4. | Jasper Philipsen   | Alpecin-Fenix          | + 0s     |
| 5. | Bryan Coquard      | B&B Hotels p/b KTM     | + 0s     |
| 6. | Pascal Ackermann   | Bora-Hansgrohe         | + 0s     |
| 7. | Phil Bauhaus       | Bahrain Victorious     | + 0s     |
| 8. | Christophe Laporte | Cofidis                | + 0s     |
| 9. | André Greipel      | Israel Start-Up Nation | + 0s     |
| 10. | Rudy Barbier       | Israel Start-Up Nation | + 0s     |

| \| Classificação geral \| Classificação geral \| Classificação geral \| Classificação geral \| Classificação geral \| \| Ciclista \| Ciclista \| Equipe \| Tempo \| \| \| ------------------- \| ------------------- \| --------------------- \| ------------------- \| ------------------- \| \| 1. \| Sam Bennett \| Deceuninck-Quick Step \| 3h51m28s \| \| \| 2. \| Arnaud Démare \| Groupama-FDJ \| + 4s \| \| \| 3. \| Michael Matthews \| BikeExchange \| + 5s \| \| \| 4. \| Mads Pedersen \| Trek-Segafredo \| + 6s \| \| \| 5. \| Ben Swift \| Ineos Grenadiers \| + 9s \| \| \| 6. \| Jasper Philipsen \| Alpecin-Fenix \| + 10s \| \| \| 7. \| Bryan Coquard \| B&B Hotels p/b KTM \| + 10s \| \| \| 8. \| Pascal Ackermann \| Bora-Hansgrohe \| + 10s \| \| \| 9. \| Phil Bauhaus \| Bahrain Victorious \| + 10s \| \| \| 10. \| Christophe Laporte \| Cofidis \| + 10s \| \| |                    |                       |          |
| |                    |                       |          |
| Fonte: ProCyclingStats |                    |                       |          |
| Classificação geral |                    |                       |          |
| Ciclista | Ciclista           | Equipe                | Tempo    |
| 1. | Sam Bennett        | Deceuninck-Quick Step | 3h51m28s |
| 2. | Arnaud Démare      | Groupama-FDJ          | + 4s     |
| 3. | Michael Matthews   | BikeExchange          | + 5s     |
| 4. | Mads Pedersen      | Trek-Segafredo        | + 6s     |
| 5. | Ben Swift          | Ineos Grenadiers      | + 9s     |
| 6. | Jasper Philipsen   | Alpecin-Fenix         | + 10s    |
| 7. | Bryan Coquard      | B&B Hotels p/b KTM    | + 10s    |
| 8. | Pascal Ackermann   | Bora-Hansgrohe        | + 10s    |
| 9. | Phil Bauhaus       | Bahrain Victorious    | + 10s    |
| 10. | Christophe Laporte | Cofidis               | + 10s    |

### 2.ª etapa
| Oinville-sur-Montcient - Amilly | etapa plana | (188 km) |

| \| Classificação por etapas \| Classificação por etapas \| Classificação por etapas \| Classificação por etapas \| Classificação por etapas \| \| Ciclista \| Ciclista \| Equipe \| Tempo \| \| \| ------------------------ \| ------------------------ \| ------------------------ \| ------------------------ \| ------------------------ \| \| 1. \| Cees Bol \| Team DSM \| 4h27m59s \| \| \| 2. \| Mads Pedersen \| Trek-Segafredo \| + 0s \| \| \| 3. \| Michael Matthews \| BikeExchange \| + 0s \| \| \| 4. \| Bryan Coquard \| B&B Hotels p/b KTM \| + 0s \| \| \| 5. \| Sam Bennett \| Deceuninck-Quick Step \| + 0s \| \| \| 6. \| John Degenkolb \| Lotto-Soudal \| + 0s \| \| \| 7. \| Pascal Ackermann \| Bora-Hansgrohe \| + 0s \| \| \| 8. \| Phil Bauhaus \| Bahrain Victorious \| + 0s \| \| \| 9. \| Jasper Philipsen \| Alpecin-Fenix \| + 0s \| \| \| 10. \| Rudy Barbier \| Israel Start-Up Nation \| + 0s \| \| |                  |                        |          |
| |                  |                        |          |
| Fonte: ProCyclingStats |                  |                        |          |
| Classificação por etapas |                  |                        |          |
| Ciclista | Ciclista         | Equipe                 | Tempo    |
| 1. | Cees Bol         | Team DSM               | 4h27m59s |
| 2. | Mads Pedersen    | Trek-Segafredo         | + 0s     |
| 3. | Michael Matthews | BikeExchange           | + 0s     |
| 4. | Bryan Coquard    | B&B Hotels p/b KTM     | + 0s     |
| 5. | Sam Bennett      | Deceuninck-Quick Step  | + 0s     |
| 6. | John Degenkolb   | Lotto-Soudal           | + 0s     |
| 7. | Pascal Ackermann | Bora-Hansgrohe         | + 0s     |
| 8. | Phil Bauhaus     | Bahrain Victorious     | + 0s     |
| 9. | Jasper Philipsen | Alpecin-Fenix          | + 0s     |
| 10. | Rudy Barbier     | Israel Start-Up Nation | + 0s     |

| \| Classificação geral \| Classificação geral \| Classificação geral \| Classificação geral \| Classificação geral \| \| Ciclista \| Ciclista \| Equipe \| Tempo \| \| \| ------------------- \| ------------------- \| ---------------------- \| ------------------- \| ------------------- \| \| 1. \| Michael Matthews \| BikeExchange \| 8h19m23s \| \| \| 2. \| Mads Pedersen \| Trek-Segafredo \| + 4s \| \| \| 3. \| Sam Bennett \| Deceuninck-Quick Step \| + 4s \| \| \| 4. \| Cees Bol \| Team DSM \| + 4s \| \| \| 5. \| Arnaud Démare \| Groupama-FDJ \| + 8s \| \| \| 6. \| André Greipel \| Israel Start-Up Nation \| + 11s \| \| \| 7. \| Tiesj Benoot \| Team DSM \| + 12s \| \| \| 8. \| Florian Vermeersch \| Lotto-Soudal \| + 12s \| \| \| 9. \| Jasper Stuyven \| Trek-Segafredo \| + 13s \| \| \| 10. \| Ben Swift \| Ineos Grenadiers \| + 13s \| \| |                    |                        |          |
| |                    |                        |          |
| Fonte: ProCyclingStats |                    |                        |          |
| Classificação geral |                    |                        |          |
| Ciclista | Ciclista           | Equipe                 | Tempo    |
| 1. | Michael Matthews   | BikeExchange           | 8h19m23s |
| 2. | Mads Pedersen      | Trek-Segafredo         | + 4s     |
| 3. | Sam Bennett        | Deceuninck-Quick Step  | + 4s     |
| 4. | Cees Bol           | Team DSM               | + 4s     |
| 5. | Arnaud Démare      | Groupama-FDJ           | + 8s     |
| 6. | André Greipel      | Israel Start-Up Nation | + 11s    |
| 7. | Tiesj Benoot       | Team DSM               | + 12s    |
| 8. | Florian Vermeersch | Lotto-Soudal           | + 12s    |
| 9. | Jasper Stuyven     | Trek-Segafredo         | + 13s    |
| 10. | Ben Swift          | Ineos Grenadiers       | + 13s    |

### 3.ª etapa
| Gien - Gien | contrarrelógio individual | (14,4 km) |

| \| Classificação por etapas \| Classificação por etapas \| Classificação por etapas \| Classificação por etapas \| Classificação por etapas \| \| Ciclista \| Ciclista \| Equipe \| Tempo \| \| \| ------------------------ \| ------------------------ \| ------------------------ \| ------------------------ \| ------------------------ \| \| 1. \| Stefan Bissegger \| EF Education-Nippo \| 17m34s \| \| \| 2. \| Rémi Cavagna \| Deceuninck-Quick Step \| + 0s \| \| \| 3. \| Primož Roglič \| Jumbo-Visma \| + 6s \| \| \| 4. \| Brandon McNulty \| UAE Team Emirates \| + 9s \| \| \| 5. \| Søren Kragh Andersen \| Team DSM \| + 10s \| \| \| 6. \| Rohan Dennis \| Ineos Grenadiers \| + 13s \| \| \| 7. \| Christophe Laporte \| Cofidis \| + 13s \| \| \| 8. \| Dylan van Baarle \| Ineos Grenadiers \| + 14s \| \| \| 9. \| Yves Lampaert \| Deceuninck-Quick Step \| + 16s \| \| \| 10. \| Patrick Bevin \| Israel Start-Up Nation \| + 16s \| \| |                      |                        |        |
| |                      |                        |        |
| Fonte: ProCyclingStats |                      |                        |        |
| Classificação por etapas |                      |                        |        |
| Ciclista | Ciclista             | Equipe                 | Tempo  |
| 1. | Stefan Bissegger     | EF Education-Nippo     | 17m34s |
| 2. | Rémi Cavagna         | Deceuninck-Quick Step  | + 0s   |
| 3. | Primož Roglič        | Jumbo-Visma            | + 6s   |
| 4. | Brandon McNulty      | UAE Team Emirates      | + 9s   |
| 5. | Søren Kragh Andersen | Team DSM               | + 10s  |
| 6. | Rohan Dennis         | Ineos Grenadiers       | + 13s  |
| 7. | Christophe Laporte   | Cofidis                | + 13s  |
| 8. | Dylan van Baarle     | Ineos Grenadiers       | + 14s  |
| 9. | Yves Lampaert        | Deceuninck-Quick Step  | + 16s  |
| 10. | Patrick Bevin        | Israel Start-Up Nation | + 16s  |

| \| Classificação geral \| Classificação geral \| Classificação geral \| Classificação geral \| Classificação geral \| \| Ciclista \| Ciclista \| Equipe \| Tempo \| \| \| ------------------- \| -------------------- \| --------------------- \| ------------------- \| ------------------- \| \| 1. \| Stefan Bissegger \| EF Education-Nippo \| 8h37m11s \| \| \| 2. \| Rémi Cavagna \| Deceuninck-Quick Step \| + 0s \| \| \| 3. \| Primož Roglič \| Jumbo-Visma \| + 6s \| \| \| 4. \| Brandon McNulty \| UAE Team Emirates \| + 9s \| \| \| 5. \| Michael Matthews \| BikeExchange \| + 9s \| \| \| 6. \| Søren Kragh Andersen \| Team DSM \| + 10s \| \| \| 7. \| Mads Pedersen \| Trek-Segafredo \| + 12s \| \| \| 8. \| Christophe Laporte \| Cofidis \| + 13s \| \| \| 9. \| Dylan van Baarle \| Ineos Grenadiers \| + 14s \| \| \| 10. \| Yves Lampaert \| Deceuninck-Quick Step \| + 15s \| \| |                      |                       |          |
| |                      |                       |          |
| Fonte: ProCyclingStats |                      |                       |          |
| Classificação geral |                      |                       |          |
| Ciclista | Ciclista             | Equipe                | Tempo    |
| 1. | Stefan Bissegger     | EF Education-Nippo    | 8h37m11s |
| 2. | Rémi Cavagna         | Deceuninck-Quick Step | + 0s     |
| 3. | Primož Roglič        | Jumbo-Visma           | + 6s     |
| 4. | Brandon McNulty      | UAE Team Emirates     | + 9s     |
| 5. | Michael Matthews     | BikeExchange          | + 9s     |
| 6. | Søren Kragh Andersen | Team DSM              | + 10s    |
| 7. | Mads Pedersen        | Trek-Segafredo        | + 12s    |
| 8. | Christophe Laporte   | Cofidis               | + 13s    |
| 9. | Dylan van Baarle     | Ineos Grenadiers      | + 14s    |
| 10. | Yves Lampaert        | Deceuninck-Quick Step | + 15s    |

### 4.ª etapa
| Chalon-sur-Saône - Chiroubles | etapa escarpada | (188 km) |

| \| Classificação por etapas \| Classificação por etapas \| Classificação por etapas \| Classificação por etapas \| Classificação por etapas \| \| Ciclista \| Ciclista \| Equipe \| Tempo \| \| \| ------------------------ \| ------------------------ \| ------------------------ \| ------------------------ \| ------------------------ \| \| 1. \| Primož Roglič \| Jumbo-Visma \| 4h49m36s \| \| \| 2. \| Maximilian Schachmann \| Bora-Hansgrohe \| + 12s \| \| \| 3. \| Guillaume Martin \| Cofidis \| + 12s \| \| \| 4. \| Tiesj Benoot \| Team DSM \| + 12s \| \| \| 5. \| Aleksandr Vlasov \| Astana-Premier Tech \| + 12s \| \| \| 6. \| Lucas Hamilton \| BikeExchange \| + 12s \| \| \| 7. \| David Gaudu \| Groupama-FDJ \| + 16s \| \| \| 8. \| Quentin Pacher \| B&B Hotels p/b KTM \| + 16s \| \| \| 9. \| Pierre Latour \| Total Direct Énergie \| + 16s \| \| \| 10. \| Ion Izagirre \| Astana-Premier Tech \| + 16s \| \| |                       |                      |          |
| |                       |                      |          |
| Fonte: ProCyclingStats |                       |                      |          |
| Classificação por etapas |                       |                      |          |
| Ciclista | Ciclista              | Equipe               | Tempo    |
| 1. | Primož Roglič         | Jumbo-Visma          | 4h49m36s |
| 2. | Maximilian Schachmann | Bora-Hansgrohe       | + 12s    |
| 3. | Guillaume Martin      | Cofidis              | + 12s    |
| 4. | Tiesj Benoot          | Team DSM             | + 12s    |
| 5. | Aleksandr Vlasov      | Astana-Premier Tech  | + 12s    |
| 6. | Lucas Hamilton        | BikeExchange         | + 12s    |
| 7. | David Gaudu           | Groupama-FDJ         | + 16s    |
| 8. | Quentin Pacher        | B&B Hotels p/b KTM   | + 16s    |
| 9. | Pierre Latour         | Total Direct Énergie | + 16s    |
| 10. | Ion Izagirre          | Astana-Premier Tech  | + 16s    |

| \| Classificação geral \| Classificação geral \| Classificação geral \| Classificação geral \| Classificação geral \| \| Ciclista \| Ciclista \| Equipe \| Tempo \| \| \| ------------------- \| --------------------- \| -------------------- \| ------------------- \| ------------------- \| \| 1. \| Primož Roglič \| Jumbo-Visma \| 13h26m40s \| \| \| 2. \| Maximilian Schachmann \| Bora-Hansgrohe \| + 35s \| \| \| 3. \| Brandon McNulty \| UAE Team Emirates \| + 37s \| \| \| 4. \| Aleksandr Vlasov \| Astana-Premier Tech \| + 41s \| \| \| 5. \| Ion Izagirre \| Astana-Premier Tech \| + 43s \| \| \| 6. \| Matteo Jorgenson \| Movistar Team \| + 58s \| \| \| 7. \| Tiesj Benoot \| Team DSM \| + 1m05s \| \| \| 8. \| Lucas Hamilton \| BikeExchange \| + 1m09s \| \| \| 9. \| Luis León Sánchez \| Astana-Premier Tech \| + 1m11s \| \| \| 10. \| Pierre Latour \| Total Direct Énergie \| + 1m12s \| \| |                       |                      |           |
| |                       |                      |           |
| Fonte: ProCyclingStats |                       |                      |           |
| Classificação geral |                       |                      |           |
| Ciclista | Ciclista              | Equipe               | Tempo     |
| 1. | Primož Roglič         | Jumbo-Visma          | 13h26m40s |
| 2. | Maximilian Schachmann | Bora-Hansgrohe       | + 35s     |
| 3. | Brandon McNulty       | UAE Team Emirates    | + 37s     |
| 4. | Aleksandr Vlasov      | Astana-Premier Tech  | + 41s     |
| 5. | Ion Izagirre          | Astana-Premier Tech  | + 43s     |
| 6. | Matteo Jorgenson      | Movistar Team        | + 58s     |
| 7. | Tiesj Benoot          | Team DSM             | + 1m05s   |
| 8. | Lucas Hamilton        | BikeExchange         | + 1m09s   |
| 9. | Luis León Sánchez     | Astana-Premier Tech  | + 1m11s   |
| 10. | Pierre Latour         | Total Direct Énergie | + 1m12s   |

### 5.ª etapa
| Vienne - Bollène | etapa plana | (203 km) |

| \| Classificação por etapas \| Classificação por etapas \| Classificação por etapas \| Classificação por etapas \| Classificação por etapas \| \| Ciclista \| Ciclista \| Equipe \| Tempo \| \| \| ------------------------ \| ------------------------ \| ---------------------------------- \| ------------------------ \| ------------------------ \| \| 1. \| Sam Bennett \| Deceuninck-Quick Step \| 5h16m01s \| \| \| 2. \| Nacer Bouhanni \| Arkéa-Samsic \| + 0s \| \| \| 3. \| Pascal Ackermann \| Bora-Hansgrohe \| + 0s \| \| \| 4. \| Phil Bauhaus \| Bahrain Victorious \| + 0s \| \| \| 5. \| Giacomo Nizzolo \| Qhubeka Assos \| + 0s \| \| \| 6. \| Alexander Kristoff \| UAE Team Emirates \| + 0s \| \| \| 7. \| Bryan Coquard \| B&B Hotels p/b KTM \| + 0s \| \| \| 8. \| Christophe Laporte \| Cofidis \| + 0s \| \| \| 9. \| Rudy Barbier \| Israel Start-Up Nation \| + 0s \| \| \| 10. \| Danny van Poppel \| Intermarché-Wanty-Gobert Matériaux \| + 0s \| \| |                    |                                    |          |
| |                    |                                    |          |
| Fonte: ProCyclingStats |                    |                                    |          |
| Classificação por etapas |                    |                                    |          |
| Ciclista | Ciclista           | Equipe                             | Tempo    |
| 1. | Sam Bennett        | Deceuninck-Quick Step              | 5h16m01s |
| 2. | Nacer Bouhanni     | Arkéa-Samsic                       | + 0s     |
| 3. | Pascal Ackermann   | Bora-Hansgrohe                     | + 0s     |
| 4. | Phil Bauhaus       | Bahrain Victorious                 | + 0s     |
| 5. | Giacomo Nizzolo    | Qhubeka Assos                      | + 0s     |
| 6. | Alexander Kristoff | UAE Team Emirates                  | + 0s     |
| 7. | Bryan Coquard      | B&B Hotels p/b KTM                 | + 0s     |
| 8. | Christophe Laporte | Cofidis                            | + 0s     |
| 9. | Rudy Barbier       | Israel Start-Up Nation             | + 0s     |
| 10. | Danny van Poppel   | Intermarché-Wanty-Gobert Matériaux | + 0s     |

| \| Classificação geral \| Classificação geral \| Classificação geral \| Classificação geral \| Classificação geral \| \| Ciclista \| Ciclista \| Equipe \| Tempo \| \| \| ------------------- \| --------------------- \| -------------------- \| ------------------- \| ------------------- \| \| 1. \| Primož Roglič \| Jumbo-Visma \| 18h42m41s \| \| \| 2. \| Maximilian Schachmann \| Bora-Hansgrohe \| + 31s \| \| \| 3. \| Brandon McNulty \| UAE Team Emirates \| + 37s \| \| \| 4. \| Ion Izagirre \| Astana-Premier Tech \| + 40s \| \| \| 5. \| Aleksandr Vlasov \| Astana-Premier Tech \| + 41s \| \| \| 6. \| Matteo Jorgenson \| Movistar Team \| + 58s \| \| \| 7. \| Tiesj Benoot \| Team DSM \| + 1m04s \| \| \| 8. \| Lucas Hamilton \| BikeExchange \| + 1m08s \| \| \| 9. \| Luis León Sánchez \| Astana-Premier Tech \| + 1m11s \| \| \| 10. \| Pierre Latour \| Total Direct Énergie \| + 1m12s \| \| |                       |                      |           |
| |                       |                      |           |
| Fonte: ProCyclingStats |                       |                      |           |
| Classificação geral |                       |                      |           |
| Ciclista | Ciclista              | Equipe               | Tempo     |
| 1. | Primož Roglič         | Jumbo-Visma          | 18h42m41s |
| 2. | Maximilian Schachmann | Bora-Hansgrohe       | + 31s     |
| 3. | Brandon McNulty       | UAE Team Emirates    | + 37s     |
| 4. | Ion Izagirre          | Astana-Premier Tech  | + 40s     |
| 5. | Aleksandr Vlasov      | Astana-Premier Tech  | + 41s     |
| 6. | Matteo Jorgenson      | Movistar Team        | + 58s     |
| 7. | Tiesj Benoot          | Team DSM             | + 1m04s   |
| 8. | Lucas Hamilton        | BikeExchange         | + 1m08s   |
| 9. | Luis León Sánchez     | Astana-Premier Tech  | + 1m11s   |
| 10. | Pierre Latour         | Total Direct Énergie | + 1m12s   |

### 6.ª etapa
| Brignoles - Biot | etapa escarpada | (202,5 km) |

| \| Classificação por etapas \| Classificação por etapas \| Classificação por etapas \| Classificação por etapas \| Classificação por etapas \| \| Ciclista \| Ciclista \| Equipe \| Tempo \| \| \| ------------------------ \| ------------------------ \| ------------------------ \| ------------------------ \| ------------------------ \| \| 1. \| Primož Roglič \| Jumbo-Visma \| 4h40m22s \| \| \| 2. \| Christophe Laporte \| Cofidis \| + 0s \| \| \| 3. \| Michael Matthews \| BikeExchange \| + 0s \| \| \| 4. \| Dylan Teuns \| Bahrain Victorious \| + 0s \| \| \| 5. \| Aurélien Paret-Peintre \| AG2R Citroën Team \| + 0s \| \| \| 6. \| Lucas Hamilton \| BikeExchange \| + 0s \| \| \| 7. \| Bryan Coquard \| B&B Hotels p/b KTM \| + 0s \| \| \| 8. \| Quentin Pacher \| B&B Hotels p/b KTM \| + 0s \| \| \| 9. \| Sergio Henao \| Qhubeka Assos \| + 0s \| \| \| 10. \| Krists Neilands \| Israel Start-Up Nation \| + 0s \| \| |                        |                        |          |
| |                        |                        |          |
| Fonte: ProCyclingStats |                        |                        |          |
| Classificação por etapas |                        |                        |          |
| Ciclista | Ciclista               | Equipe                 | Tempo    |
| 1. | Primož Roglič          | Jumbo-Visma            | 4h40m22s |
| 2. | Christophe Laporte     | Cofidis                | + 0s     |
| 3. | Michael Matthews       | BikeExchange           | + 0s     |
| 4. | Dylan Teuns            | Bahrain Victorious     | + 0s     |
| 5. | Aurélien Paret-Peintre | AG2R Citroën Team      | + 0s     |
| 6. | Lucas Hamilton         | BikeExchange           | + 0s     |
| 7. | Bryan Coquard          | B&B Hotels p/b KTM     | + 0s     |
| 8. | Quentin Pacher         | B&B Hotels p/b KTM     | + 0s     |
| 9. | Sergio Henao           | Qhubeka Assos          | + 0s     |
| 10. | Krists Neilands        | Israel Start-Up Nation | + 0s     |

| \| Classificação geral \| Classificação geral \| Classificação geral \| Classificação geral \| Classificação geral \| \| Ciclista \| Ciclista \| Equipe \| Tempo \| \| \| ------------------- \| ---------------------- \| -------------------- \| ------------------- \| ------------------- \| \| 1. \| Primož Roglič \| Jumbo-Visma \| 23h22m53s \| \| \| 2. \| Maximilian Schachmann \| Bora-Hansgrohe \| + 41s \| \| \| 3. \| Ion Izagirre \| Astana-Premier Tech \| + 50s \| \| \| 4. \| Aleksandr Vlasov \| Astana-Premier Tech \| + 51s \| \| \| 5. \| Matteo Jorgenson \| Movistar Team \| + 1m08s \| \| \| 6. \| Tiesj Benoot \| Team DSM \| + 1m14s \| \| \| 7. \| Lucas Hamilton \| BikeExchange \| + 1m16s \| \| \| 8. \| Luis León Sánchez \| Astana-Premier Tech \| + 1m21s \| \| \| 9. \| Pierre Latour \| Total Direct Énergie \| + 1m21s \| \| \| 10. \| Aurélien Paret-Peintre \| AG2R Citroën Team \| + 1m23s \| \| |                        |                      |           |
| |                        |                      |           |
| Fonte: ProCyclingStats |                        |                      |           |
| Classificação geral |                        |                      |           |
| Ciclista | Ciclista               | Equipe               | Tempo     |
| 1. | Primož Roglič          | Jumbo-Visma          | 23h22m53s |
| 2. | Maximilian Schachmann  | Bora-Hansgrohe       | + 41s     |
| 3. | Ion Izagirre           | Astana-Premier Tech  | + 50s     |
| 4. | Aleksandr Vlasov       | Astana-Premier Tech  | + 51s     |
| 5. | Matteo Jorgenson       | Movistar Team        | + 1m08s   |
| 6. | Tiesj Benoot           | Team DSM             | + 1m14s   |
| 7. | Lucas Hamilton         | BikeExchange         | + 1m16s   |
| 8. | Luis León Sánchez      | Astana-Premier Tech  | + 1m21s   |
| 9. | Pierre Latour          | Total Direct Énergie | + 1m21s   |
| 10. | Aurélien Paret-Peintre | AG2R Citroën Team    | + 1m23s   |

### 7.ª etapa
| Le Broc - Valdeblore | alta montanha | (119,2 km) |

| \| Classificação por etapas \| Classificação por etapas \| Classificação por etapas \| Classificação por etapas \| Classificação por etapas \| \| Ciclista \| Ciclista \| Equipe \| Tempo \| \| \| ------------------------ \| ------------------------ \| ------------------------ \| ------------------------ \| ------------------------ \| \| 1. \| Primož Roglič \| Jumbo-Visma \| 3h09m18s \| \| \| 2. \| Gino Mäder \| Bahrain Victorious \| + 2s \| \| \| 3. \| Maximilian Schachmann \| Bora-Hansgrohe \| + 5s \| \| \| 4. \| Lucas Hamilton \| BikeExchange \| + 8s \| \| \| 5. \| Aleksandr Vlasov \| Astana-Premier Tech \| + 10s \| \| \| 6. \| Tiesj Benoot \| Team DSM \| + 10s \| \| \| 7. \| Guillaume Martin \| Cofidis \| + 15s \| \| \| 8. \| Ion Izagirre \| Astana-Premier Tech \| + 15s \| \| \| 9. \| Harm Vanhoucke \| Lotto-Soudal \| + 22s \| \| \| 10. \| Jai Hindley \| Team DSM \| + 27s \| \| |                       |                     |          |
| |                       |                     |          |
| Fonte: ProCyclingStats |                       |                     |          |
| Classificação por etapas |                       |                     |          |
| Ciclista | Ciclista              | Equipe              | Tempo    |
| 1. | Primož Roglič         | Jumbo-Visma         | 3h09m18s |
| 2. | Gino Mäder            | Bahrain Victorious  | + 2s     |
| 3. | Maximilian Schachmann | Bora-Hansgrohe      | + 5s     |
| 4. | Lucas Hamilton        | BikeExchange        | + 8s     |
| 5. | Aleksandr Vlasov      | Astana-Premier Tech | + 10s    |
| 6. | Tiesj Benoot          | Team DSM            | + 10s    |
| 7. | Guillaume Martin      | Cofidis             | + 15s    |
| 8. | Ion Izagirre          | Astana-Premier Tech | + 15s    |
| 9. | Harm Vanhoucke        | Lotto-Soudal        | + 22s    |
| 10. | Jai Hindley           | Team DSM            | + 27s    |

| \| Classificação geral \| Classificação geral \| Classificação geral \| Classificação geral \| Classificação geral \| \| Ciclista \| Ciclista \| Equipe \| Tempo \| \| \| ------------------- \| --------------------- \| ------------------- \| ------------------- \| ------------------- \| \| 1. \| Primož Roglič \| Jumbo-Visma \| 26h32m01s \| \| \| 2. \| Maximilian Schachmann \| Bora-Hansgrohe \| + 52s \| \| \| 3. \| Aleksandr Vlasov \| Astana-Premier Tech \| + 1m11s \| \| \| 4. \| Ion Izagirre \| Astana-Premier Tech \| + 1m15s \| \| \| 5. \| Tiesj Benoot \| Team DSM \| + 1m34s \| \| \| 6. \| Lucas Hamilton \| BikeExchange \| + 1m34s \| \| \| 7. \| Guillaume Martin \| Cofidis \| + 2m06s \| \| \| 8. \| Steven Kruijswijk \| Jumbo-Visma \| + 2m07s \| \| \| 9. \| Jack Haig \| Bahrain Victorious \| + 2m10s \| \| \| 10. \| Matteo Jorgenson \| Movistar Team \| + 2m21s \| \| |                       |                     |           |
| |                       |                     |           |
| Fonte: ProCyclingStats |                       |                     |           |
| Classificação geral |                       |                     |           |
| Ciclista | Ciclista              | Equipe              | Tempo     |
| 1. | Primož Roglič         | Jumbo-Visma         | 26h32m01s |
| 2. | Maximilian Schachmann | Bora-Hansgrohe      | + 52s     |
| 3. | Aleksandr Vlasov      | Astana-Premier Tech | + 1m11s   |
| 4. | Ion Izagirre          | Astana-Premier Tech | + 1m15s   |
| 5. | Tiesj Benoot          | Team DSM            | + 1m34s   |
| 6. | Lucas Hamilton        | BikeExchange        | + 1m34s   |
| 7. | Guillaume Martin      | Cofidis             | + 2m06s   |
| 8. | Steven Kruijswijk     | Jumbo-Visma         | + 2m07s   |
| 9. | Jack Haig             | Bahrain Victorious  | + 2m10s   |
| 10. | Matteo Jorgenson      | Movistar Team       | + 2m21s   |

### 8.ª etapa
| Plan-du-Var - Levens | etapa escarpada | (93,1 km) |

| \| Classificação por etapas \| Classificação por etapas \| Classificação por etapas \| Classificação por etapas \| Classificação por etapas \| \| Ciclista \| Ciclista \| Equipe \| Tempo \| \| \| ------------------------ \| ------------------------ \| ------------------------ \| ------------------------ \| ------------------------ \| \| 1. \| Magnus Cort \| EF Education-Nippo \| 2h16m58s \| \| \| 2. \| Christophe Laporte \| Cofidis \| + 0s \| \| \| 3. \| Pierre Latour \| Total Direct Énergie \| + 0s \| \| \| 4. \| Dylan Teuns \| Bahrain Victorious \| + 0s \| \| \| 5. \| Warren Barguil \| Arkéa-Samsic \| + 0s \| \| \| 6. \| Dylan van Baarle \| Ineos Grenadiers \| + 0s \| \| \| 7. \| Ion Izagirre \| Astana-Premier Tech \| + 0s \| \| \| 8. \| Matteo Jorgenson \| Movistar Team \| + 0s \| \| \| 9. \| Yves Lampaert \| Deceuninck-Quick Step \| + 0s \| \| \| 10. \| Maximilian Schachmann \| Bora-Hansgrohe \| + 0s \| \| |                       |                       |          |
| |                       |                       |          |
| Fonte: ProCyclingStats |                       |                       |          |
| Classificação por etapas |                       |                       |          |
| Ciclista | Ciclista              | Equipe                | Tempo    |
| 1. | Magnus Cort           | EF Education-Nippo    | 2h16m58s |
| 2. | Christophe Laporte    | Cofidis               | + 0s     |
| 3. | Pierre Latour         | Total Direct Énergie  | + 0s     |
| 4. | Dylan Teuns           | Bahrain Victorious    | + 0s     |
| 5. | Warren Barguil        | Arkéa-Samsic          | + 0s     |
| 6. | Dylan van Baarle      | Ineos Grenadiers      | + 0s     |
| 7. | Ion Izagirre          | Astana-Premier Tech   | + 0s     |
| 8. | Matteo Jorgenson      | Movistar Team         | + 0s     |
| 9. | Yves Lampaert         | Deceuninck-Quick Step | + 0s     |
| 10. | Maximilian Schachmann | Bora-Hansgrohe        | + 0s     |

## Classificações finais
- As classificações finalizaram da seguinte forma:[4]

### Classificação geral
| \| Classificação geral \| Classificação geral \| Classificação geral \| Classificação geral \| Classificação geral \| \| Ciclista \| Ciclista \| Equipe \| Tempo \| \| \| ------------------- \| ---------------------- \| ------------------- \| ------------------- \| ------------------- \| \| 1. \| Maximilian Schachmann \| Bora-Hansgrohe \| 28h49m51s \| \| \| 2. \| Aleksandr Vlasov \| Astana-Premier Tech \| + 19s \| \| \| 3. \| Ion Izagirre \| Astana-Premier Tech \| + 23s \| \| \| 4. \| Lucas Hamilton \| BikeExchange \| + 41s \| \| \| 5. \| Tiesj Benoot \| Team DSM \| + 42s \| \| \| 6. \| Guillaume Martin \| Cofidis \| + 1m14s \| \| \| 7. \| Jack Haig \| Bahrain Victorious \| + 1m18s \| \| \| 8. \| Matteo Jorgenson \| Movistar Team \| + 1m29s \| \| \| 9. \| Aurélien Paret-Peintre \| AG2R Citroën Team \| + 1m31s \| \| \| 10. \| Gino Mäder \| Bahrain Victorious \| + 1m32s \| \| |                        |                     |           |
| |                        |                     |           |
| Fonte: ProCyclingStats |                        |                     |           |
| Classificação geral |                        |                     |           |
| Ciclista | Ciclista               | Equipe              | Tempo     |
| 1. | Maximilian Schachmann  | Bora-Hansgrohe      | 28h49m51s |
| 2. | Aleksandr Vlasov       | Astana-Premier Tech | + 19s     |
| 3. | Ion Izagirre           | Astana-Premier Tech | + 23s     |
| 4. | Lucas Hamilton         | BikeExchange        | + 41s     |
| 5. | Tiesj Benoot           | Team DSM            | + 42s     |
| 6. | Guillaume Martin       | Cofidis             | + 1m14s   |
| 7. | Jack Haig              | Bahrain Victorious  | + 1m18s   |
| 8. | Matteo Jorgenson       | Movistar Team       | + 1m29s   |
| 9. | Aurélien Paret-Peintre | AG2R Citroën Team   | + 1m31s   |
| 10. | Gino Mäder             | Bahrain Victorious  | + 1m32s   |

### Classificação da montanha
| Classificação da montanha | Classificação da montanha | Classificação da montanha | Classificação da montanha | Classificação da montanha |
| Ciclista                  | Ciclista                  | Equipe                    | Pontos                    |                           |
| ------------------------- | ------------------------- | ------------------------- | ------------------------- | ------------------------- |
| 1.                        | Anthony Perez             | Cofidis                   | 67 pts                    |                           |
| 2.                        | Julien Bernard            | Trek-Segafredo            | 26 pts                    |                           |
| 3.                        | Primož Roglič             | Jumbo-Visma               | 20 pts                    |                           |
| 4.                        | Fabien Doubey             | Total Direct Énergie      | 20 pts                    |                           |
| 5.                        | Kenny Elissonde           | Trek-Segafredo            | 15 pts                    |                           |
| 6.                        | Maximilian Schachmann     | Bora-Hansgrohe            | 14 pts                    |                           |
| 7.                        | Oliver Naesen             | AG2R Citroën Team         | 7 pts                     |                           |
| 8.                        | Victor Campenaerts        | Qhubeka Assos             | 6 pts                     |                           |
| 9.                        | Dylan van Baarle          | Ineos Grenadiers          | 5 pts                     |                           |
| 10.                       | Warren Barguil            | Arkéa-Samsic              | 5 pts                     |                           |

### Classificação dos pontos
| Classificação por pontos | Classificação por pontos | Classificação por pontos | Classificação por pontos | Classificação por pontos |
| Ciclista                 | Ciclista                 | Equipe                   | Pontos                   |                          |
| ------------------------ | ------------------------ | ------------------------ | ------------------------ | ------------------------ |
| 1.                       | Primož Roglič            | Jumbo-Visma              | 57 pts                   |                          |
| 2.                       | Sam Bennett              | Deceuninck-Quick Step    | 39 pts                   |                          |
| 3.                       | Christophe Laporte       | Cofidis                  | 34 pts                   |                          |
| 4.                       | Michael Matthews         | BikeExchange             | 28 pts                   |                          |
| 5.                       | Maximilian Schachmann    | Bora-Hansgrohe           | 26 pts                   |                          |
| 6.                       | Lucas Hamilton           | BikeExchange             | 21 pts                   |                          |
| 7.                       | Bryan Coquard            | B&B Hotels p/b KTM       | 21 pts                   |                          |
| 8.                       | Mads Pedersen            | Trek-Segafredo           | 21 pts                   |                          |
| 9.                       | Magnus Cort              | EF Education-Nippo       | 15 pts                   |                          |
| 10.                      | Stefan Bissegger         | EF Education-Nippo       | 15 pts                   |                          |

### Classificação dos jovens
| Classificação dos jovens | Classificação dos jovens | Classificação dos jovens | Classificação dos jovens | Classificação dos jovens |
| Ciclista                 | Ciclista                 | Equipe                   | Tempo                    |                          |
| ------------------------ | ------------------------ | ------------------------ | ------------------------ | ------------------------ |
| 1.                       | Aleksandr Vlasov         | Astana-Premier Tech      | 28h50m10s                |                          |
| 2.                       | Lucas Hamilton           | BikeExchange             | + 22s                    |                          |
| 3.                       | Matteo Jorgenson         | Movistar Team            | + 1m10s                  |                          |
| 4.                       | Aurélien Paret-Peintre   | AG2R Citroën Team        | + 1m12s                  |                          |
| 5.                       | Gino Mäder               | Bahrain Victorious       | + 1m13s                  |                          |
| 6.                       | Harm Vanhoucke           | Lotto-Soudal             | + 1m22s                  |                          |
| 7.                       | Jai Hindley              | Team DSM                 | + 2m17s                  |                          |
| 8.                       | Neilson Powless          | EF Education-Nippo       | + 5m18s                  |                          |
| 9.                       | Dorian Godon             | AG2R Citroën Team        | + 20m38s                 |                          |
| 10.                      | Matteo Sobrero           | Astana-Premier Tech      | + 23m56s                 |                          |

### Classificação por equipas
| Classificação por equipes | Classificação por equipes | Classificação por equipes | Classificação por equipes |
| Equipe                    | Equipe                    | Tempo                     |                           |
| ------------------------- | ------------------------- | ------------------------- | ------------------------- |
| 1.                        | Astana-Premier Tech       | 86h32m39s                 |                           |
| 2.                        | Bahrain Victorious        | + 3m02s                   |                           |
| 3.                        | AG2R Citroën Team         | + 7m12s                   |                           |
| 4.                        | Cofidis                   | + 21m37s                  |                           |
| 5.                        | Jumbo-Visma               | + 23m54s                  |                           |
| 6.                        | Movistar Team             | + 26m12s                  |                           |
| 7.                        | Qhubeka Assos             | + 29m53s                  |                           |
| 8.                        | Trek-Segafredo            | + 41m37s                  |                           |
| 9.                        | Team DSM                  | + 42m15s                  |                           |
| 10.                       | Ineos Grenadiers          | + 42m38s                  |                           |

## Evolução das classificações
| Etapa                 | Vencedor              | Classificação geral   | Classificação da montanha | Classificação dos pontos | Classificação dos jovens | Classificação por equipas |
| --------------------- | --------------------- | --------------------- | ------------------------- | ------------------------ | ------------------------ | ------------------------- |
| 1.ª                   | Sam Bennett           | Sam Bennett           | Fabien Doubey             | Sam Bennett              | Jasper Philipsen         | Israel Start-Up Nation    |
| 2.ª                   | Cees Bol              | Michael Matthews      | Fabien Doubey             | Sam Bennett              | Florian Vermeersch       | Israel Start-Up Nation    |
| 3.ª                   | Stefan Bissegger      | Stefan Bissegger      | Fabien Doubey             | Sam Bennett              | Stefan Bissegger         | Deceuninck-Quick Step     |
| 4.ª                   | Primož Roglič         | Primož Roglič         | Anthony Perez             | Primož Roglič            | Brandon McNulty          | Astana-Premier Tech       |
| 5.ª                   | Sam Bennett           | Primož Roglič         | Anthony Perez             | Sam Bennett              | Brandon McNulty          | Astana-Premier Tech       |
| 6.ª                   | Primož Roglič         | Primož Roglič         | Anthony Perez             | Primož Roglič            | Aleksandr Vlasov         | Astana-Premier Tech       |
| 7.ª                   | Primož Roglič         | Primož Roglič         | Anthony Perez             | Primož Roglič            | Aleksandr Vlasov         | Astana-Premier Tech       |
| 8.ª                   | Magnus Cort           | Maximilian Schachmann | Anthony Perez             | Primož Roglič            | Aleksandr Vlasov         | Astana-Premier Tech       |
| Classificações finais | Classificações finais | Maximilian Schachmann | Anthony Perez             | Primož Roglič            | Aleksandr Vlasov         | Astana-Premier Tech       |

## Ciclistas participantes e posições finais
| Bora-Hansgrohe BOH | Bora-Hansgrohe BOH          | Bora-Hansgrohe BOH |
| ------------------ | --------------------------- | ------------------ |
| Num                | Ciclista                    | Pos                |
| 1                  | Maximilian Schachmann (GER) | 1.                 |
| 2                  | Pascal Ackermann (GER)      | DNF-8              |
| 3                  | Cesare Benedetti (ITA)      | 123.               |
| 4                  | Felix Großschartner (AUT)   | 73.                |
| 5                  | Jordi Meeus (BEL)           | 121.               |
| 6                  | Nils Politt (GER)           | 54.                |
| 7                  | Michaek Schwarzmann (GER)   | 119.               |

| Team DSM DSM | Team DSM DSM               | Team DSM DSM |
| ------------ | -------------------------- | ------------ |
| Num          | Ciclista                   | Pos          |
| 11           | Tiesj Benoot (BEL)         | 5.           |
| 12           | Cees Bol (NED)             | 120.         |
| 13           | Nils Eekhoff (NED)         | 99.          |
| 14           | Jai Hindley (AUS)          | 18.          |
| 15           | Søren Kragh Andersen (DEN) | NP-4         |
| 16           | Casper Pedersen (DEN)      | 92.          |
| 17           | Jasha Sütterlin (GER)      | 124.         |

| EF Education-Nippo EFN | EF Education-Nippo EFN      | EF Education-Nippo EFN |
| ---------------------- | --------------------------- | ---------------------- |
| Num                    | Ciclista                    | Pos                    |
| 21                     | Magnus Cort (DEN)           | 57.                    |
| 22                     | Daniel Arroyave Cañas (COL) | DNF-6                  |
| 23                     | Stefan Bissegger (SUI)      | 77.                    |
| 24                     | Julien El Fares (FRA)       | 35.                    |
| 25                     | Jens Keukeleire (BEL)       | DNF-4                  |
| 26                     | Neilson Powless (USA)       | 25.                    |
| 27                     | Jonas Rutsch (GER)          | 111.                   |

| Jumbo-Visma TJV | Jumbo-Visma TJV                | Jumbo-Visma TJV |
| --------------- | ------------------------------ | --------------- |
| Num             | Ciclista                       | Pos             |
| 31              | Primož Roglič (SLO) (estrada)  | 15.             |
| 32              | George Bennett (NZL) (estrada) | 30.             |
| 33              | Lennard Hofstede (NED)         | DNF-8           |
| 34              | Steven Kruijswijk (NED)        | 29.             |
| 35              | Tony Martin (GER) (CRI)        | DNF-5           |
| 36              | Sam Oomen (NED)                | 41.             |
| 37              | Jos van Emden (NED)            | DNF-8           |

| Ineos Grenadiers IGD | Ineos Grenadiers IGD     | Ineos Grenadiers IGD |
| -------------------- | ------------------------ | -------------------- |
| Num                  | Ciclista                 | Pos                  |
| 41                   | Richie Porte (AUS)       | DNF-1                |
| 42                   | Andrey Amador (CRC)      | 94.                  |
| 43                   | Laurens De Plus (BEL)    | 46.                  |
| 44                   | Rohan Dennis (AUS)       | 45.                  |
| 45                   | Tao Geoghegan Hart (GBR) | DNF-4                |
| 46                   | Ben Swift (GBR)          | 49.                  |
| 47                   | Dylan van Baarle (NED)   | 13.                  |

| Qhubeka Assos TQA | Qhubeka Assos TQA               | Qhubeka Assos TQA |
| ----------------- | ------------------------------- | ----------------- |
| Num               | Ciclista                        | Pos               |
| 51                | Sergio Henao (COL)              | 19.               |
| 52                | Sander Armée (BEL)              | 75.               |
| 53                | Fabio Aru (ITA)                 | 26.               |
| 54                | Victor Campenaerts (BEL)        | 88.               |
| 55                | Giacomo Nizzolo (ITA) (estrada) | NP-8              |
| 56                | Matteo Pelucchi (ITA)           | DNF-4             |
| 57                | Max Walscheid (GER)             | NP-7              |

| Astana-Premier Tech APT | Astana-Premier Tech APT               | Astana-Premier Tech APT |
| ----------------------- | ------------------------------------- | ----------------------- |
| Num                     | Ciclista                              | Pos                     |
| 61                      | Aleksandr Vlasov (RUS)                | 2.                      |
| 62                      | Samuele Battistella (ITA)             | NP-4                    |
| 63                      | Omar Fraile (ESP)                     | 50.                     |
| 64                      | Ion Izagirre (ESP)                    | 3.                      |
| 65                      | Alexey Lutsenko (KAZ) (estrada e CRI) | DNF-8                   |
| 66                      | Luis León Sánchez (ESP) (estrada)     | 17.                     |
| 67                      | Matteo Sobrero (ITA)                  | 42.                     |

| Trek-Segafredo TFS | Trek-Segafredo TFS    | Trek-Segafredo TFS |
| ------------------ | --------------------- | ------------------ |
| Num                | Ciclista              | Pos                |
| 71                 | Mads Pedersen (DEN)   | 118.               |
| 72                 | Julien Bernard (FRA)  | 28.                |
| 73                 | Kenny Elissonde (FRA) | 36.                |
| 74                 | Alex Kirsch (LUX)     | 104.               |
| 75                 | Jacopo Mosca (ITA)    | 58.                |
| 76                 | Jasper Stuyven (BEL)  | 59.                |
| 77                 | Edward Theuns (BEL)   | 71.                |

| Groupama-FDJ GFC | Groupama-FDJ GFC              | Groupama-FDJ GFC |
| ---------------- | ----------------------------- | ---------------- |
| Num              | Ciclista                      | Pos              |
| 81               | David Gaudu (FRA)             | DNF-8            |
| 82               | Bruno Armirail (FRA)          | 74.              |
| 83               | Arnaud Démare (FRA) (estrada) | 106.             |
| 84               | Jacopo Guarnieri (ITA)        | 116.             |
| 85               | Ignatas Konovalovas (LTU)     | 102.             |
| 86               | Miles Scotson (AUS)           | DNF-6            |
| 87               | Ramon Sinkeldam (NED)         | 125.             |

| Lotto-Soudal LTS | Lotto-Soudal LTS         | Lotto-Soudal LTS |
| ---------------- | ------------------------ | ---------------- |
| Num              | Ciclista                 | Pos              |
| 91               | Philippe Gilbert (BEL)   | 60.              |
| 92               | Thomas De Gendt (BEL)    | 66.              |
| 93               | John Degenkolb (GER)     | 93.              |
| 94               | Kobe Goossens (BEL)      | DNF-4            |
| 95               | Stefano Oldani (ITA)     | 61.              |
| 96               | Harm Vanhoucke (BEL)     | 11.              |
| 97               | Florian Vermeersch (BEL) | 100.             |

| Arkéa-Samsic ARK | Arkéa-Samsic ARK        | Arkéa-Samsic ARK |
| ---------------- | ----------------------- | ---------------- |
| Num              | Ciclista                | Pos              |
| 101              | Warren Barguil (FRA)    | 14.              |
| 102              | Maxime Bouet (FRA)      | NP-6             |
| 103              | Nacer Bouhanni (FRA)    | 90.              |
| 104              | Anthony Delaplace (FRA) | NP-6             |
| 105              | Daniel McLay (GBR)      | 114.             |
| 106              | Clément Russo (FRA)     | 78.              |
| 107              | Connor Swift (GBR)      | 56.              |

| Deceuninck-Quick Step DQT | Deceuninck-Quick Step DQT | Deceuninck-Quick Step DQT |
| ------------------------- | ------------------------- | ------------------------- |
| Num                       | Ciclista                  | Pos                       |
| 111                       | Sam Bennett (IRL)         | 79.                       |
| 112                       | Mattia Cattaneo (ITA)     | 32.                       |
| 113                       | Rémi Cavagna (FRA) (CRI)  | 83.                       |
| 114                       | Tim Declercq (BEL)        | 64.                       |
| 115                       | Yves Lampaert (BEL)       | 48.                       |
| 116                       | Michael Mørkøv (DEN)      | 98.                       |
| 117                       | Florian Sénéchal (FRA)    | 53.                       |

| Cofidis COF | Cofidis COF               | Cofidis COF |
| ----------- | ------------------------- | ----------- |
| Num         | Ciclista                  | Pos         |
| 121         | Guillaume Martin (FRA)    | 6.          |
| 122         | Piet Allegaert (BEL)      | 86.         |
| 123         | Simon Geschke (GER)       | 24.         |
| 124         | Christophe Laporte (FRA)  | 65.         |
| 125         | Anthony Perez (FRA)       | 108.        |
| 126         | Pierre-Luc Périchon (FRA) | 68.         |
| 127         | Jelle Wallays (BEL)       | 110.        |

| BikeExchange BEX | BikeExchange BEX            | BikeExchange BEX |
| ---------------- | --------------------------- | ---------------- |
| Num              | Ciclista                    | Pos              |
| 131              | Michael Matthews (AUS)      | 38.              |
| 132              | Luke Durbridge (AUS) (CRI)  | 67.              |
| 133              | Alexander Edmondson (AUS)   | DNF-7            |
| 134              | Kaden Groves (AUS)          | DNF-6            |
| 135              | Lucas Hamilton (AUS)        | 4.               |
| 136              | Amund Grøndahl Jansen (NOR) | NP-6             |
| 137              | Alexander Konychev (ITA)    | DNF-8            |

| AG2R Citroën Team ACT | AG2R Citroën Team ACT        | AG2R Citroën Team ACT |
| --------------------- | ---------------------------- | --------------------- |
| Num                   | Ciclista                     | Pos                   |
| 141                   | Bob Jungels (LUX)            | 27.                   |
| 142                   | Stan Dewulf (BEL)            | 91.                   |
| 143                   | Dorian Godon (FRA)           | 39.                   |
| 144                   | Oliver Naesen (BEL)          | 33.                   |
| 145                   | Ben O'Connor (AUS)           | 12.                   |
| 146                   | Aurélien Paret-Peintre (FRA) | 9.                    |
| 147                   | Damien Touzé (FRA)           | 44.                   |

| UAE Team Emirates UAD | UAE Team Emirates UAD             | UAE Team Emirates UAD |
| --------------------- | --------------------------------- | --------------------- |
| Num                   | Ciclista                          | Pos                   |
| 151                   | Alexander Kristoff (NOR)          | 82.                   |
| 152                   | Sven Erik Bystrøm (NOR) (estrada) | 43.                   |
| 153                   | Rui Costa (POR) (estrada)         | 55.                   |
| 154                   | David de la Cruz (ESP)            | 51.                   |
| 155                   | Brandon McNulty (USA)             | DNF-6                 |
| 156                   | Rui Oliveira (POR)                | 95.                   |
| 157                   | Matteo Trentin (ITA)              | 47.                   |

| Bahrain Victorious TBV | Bahrain Victorious TBV  | Bahrain Victorious TBV |
| ---------------------- | ----------------------- | ---------------------- |
| Num                    | Ciclista                | Pos                    |
| 161                    | Dylan Teuns (BEL)       | 20.                    |
| 162                    | Yukiya Arashiro (JPN)   | 87.                    |
| 163                    | Phil Bauhaus (GER)      | 117.                   |
| 164                    | Jack Haig (AUS)         | 7.                     |
| 165                    | Marco Haller (AUT)      | 107.                   |
| 166                    | Heinrich Haussler (AUS) | DNF-8                  |
| 167                    | Gino Mäder (SUI)        | 10.                    |

| Total Direct Énergie TDE | Total Direct Énergie TDE   | Total Direct Énergie TDE |
| ------------------------ | -------------------------- | ------------------------ |
| Num                      | Ciclista                   | Pos                      |
| 171                      | Pierre Latour (FRA)        | 16.                      |
| 172                      | Edvald Boasson Hagen (NOR) | 85.                      |
| 173                      | Fabien Doubey (FRA)        | 81.                      |
| 174                      | Christopher Lawless (GBR)  | DNF-4                    |
| 175                      | Anthony Turgis (FRA)       | 80.                      |
| 176                      | Dries Van Gestel (BEL)     | DNF-6                    |
| 177                      | Alexis Vuillermoz (FRA)    | DNF-2                    |

| Movistar Team MOV | Movistar Team MOV        | Movistar Team MOV |
| ----------------- | ------------------------ | ----------------- |
| Num               | Ciclista                 | Pos               |
| 181               | Matteo Jorgenson (USA)   | 8.                |
| 182               | Jorge Arcas (ESP)        | 34.               |
| 183               | Imanol Erviti (ESP)      | 84.               |
| 184               | Johan Jacobs (SUI)       | DNF-8             |
| 185               | Sebastián Mora (ESP)     | DNF-8             |
| 186               | Gregor Mühlberger (AUT)  | 63.               |
| 187               | José Joaquín Rojas (ESP) | 31.               |

| Israel Start-Up Nation ISN | Israel Start-Up Nation ISN   | Israel Start-Up Nation ISN |
| -------------------------- | ---------------------------- | -------------------------- |
| Num                        | Ciclista                     | Pos                        |
| 191                        | Krists Neilands (LAT)        | 21.                        |
| 192                        | Rudy Barbier (FRA)           | DNF-7                      |
| 193                        | Patrick Bevin (NZL)          | NP-7                       |
| 194                        | Matthias Brändle (AUT) (CRI) | 112.                       |
| 195                        | André Greipel (GER)          | 122.                       |
| 196                        | Sep Vanmarcke (BEL)          | 52.                        |
| 197                        | Rick Zabel (GER)             | 105.                       |

| Intermarché-Wanty-Gobert Matériaux IWG | Intermarché-Wanty-Gobert Matériaux IWG | Intermarché-Wanty-Gobert Matériaux IWG |
| -------------------------------------- | -------------------------------------- | -------------------------------------- |
| Num                                    | Ciclista                               | Pos                                    |
| 201                                    | Louis Meintjes (RSA)                   | 23.                                    |
| 202                                    | Odd Christian Eiking (NOR)             | 37.                                    |
| 203                                    | Jonas Koch (GER)                       | 89.                                    |
| 204                                    | Rein Taaramäe (EST)                    | 76.                                    |
| 205                                    | Taco van der Hoorn (NED)               | 115.                                   |
| 206                                    | Boy van Poppel (NED)                   | 126.                                   |
| 207                                    | Danny van Poppel (NED)                 | 96.                                    |

| B&B Hotels p/b KTM BBK | B&B Hotels p/b KTM BBK | B&B Hotels p/b KTM BBK |
| ---------------------- | ---------------------- | ---------------------- |
| Num                    | Ciclista               | Pos                    |
| 211                    | Bryan Coquard (FRA)    | 69.                    |
| 212                    | Cyril Barthe (FRA)     | 62.                    |
| 213                    | Cyril Gautier (FRA)    | 70.                    |
| 214                    | Jonathan Hivert (FRA)  | 97.                    |
| 215                    | Jérémy Lecroq (FRA)    | 127.                   |
| 216                    | Cyril Lemoine (FRA)    | 101.                   |
| 217                    | Quentin Pacher (FRA)   | 22.                    |

| Alpecin-Fenix AFC | Alpecin-Fenix AFC              | Alpecin-Fenix AFC |
| ----------------- | ------------------------------ | ----------------- |
| Num               | Ciclista                       | Pos               |
| 221               | Jasper Philipsen (BEL)         | NP-7              |
| 222               | Dries De Bondt (BEL) (estrada) | 113.              |
| 223               | Senne Leysen (BEL)             | 109.              |
| 224               | Oscar Riesebeek (NED)          | 72.               |
| 225               | Kristian Sbaragli (ITA)        | 40.               |
| 226               | Scott Thwaites (GBR)           | 103.              |
| 227               | Louis Vervaeke (BEL)           | NP-6              |

| Bora-Hansgrohe BOH | Bora-Hansgrohe BOH          | Bora-Hansgrohe BOH |
| ------------------ | --------------------------- | ------------------ |
| Num                | Ciclista                    | Pos                |
| 1                  | Maximilian Schachmann (GER) | 1.                 |
| 2                  | Pascal Ackermann (GER)      | DNF-8              |
| 3                  | Cesare Benedetti (ITA)      | 123.               |
| 4                  | Felix Großschartner (AUT)   | 73.                |
| 5                  | Jordi Meeus (BEL)           | 121.               |
| 6                  | Nils Politt (GER)           | 54.                |
| 7                  | Michaek Schwarzmann (GER)   | 119.               |

| Team DSM DSM | Team DSM DSM               | Team DSM DSM |
| ------------ | -------------------------- | ------------ |
| Num          | Ciclista                   | Pos          |
| 11           | Tiesj Benoot (BEL)         | 5.           |
| 12           | Cees Bol (NED)             | 120.         |
| 13           | Nils Eekhoff (NED)         | 99.          |
| 14           | Jai Hindley (AUS)          | 18.          |
| 15           | Søren Kragh Andersen (DEN) | NP-4         |
| 16           | Casper Pedersen (DEN)      | 92.          |
| 17           | Jasha Sütterlin (GER)      | 124.         |

| EF Education-Nippo EFN | EF Education-Nippo EFN      | EF Education-Nippo EFN |
| ---------------------- | --------------------------- | ---------------------- |
| Num                    | Ciclista                    | Pos                    |
| 21                     | Magnus Cort (DEN)           | 57.                    |
| 22                     | Daniel Arroyave Cañas (COL) | DNF-6                  |
| 23                     | Stefan Bissegger (SUI)      | 77.                    |
| 24                     | Julien El Fares (FRA)       | 35.                    |
| 25                     | Jens Keukeleire (BEL)       | DNF-4                  |
| 26                     | Neilson Powless (USA)       | 25.                    |
| 27                     | Jonas Rutsch (GER)          | 111.                   |

| Jumbo-Visma TJV | Jumbo-Visma TJV                | Jumbo-Visma TJV |
| --------------- | ------------------------------ | --------------- |
| Num             | Ciclista                       | Pos             |
| 31              | Primož Roglič (SLO) (estrada)  | 15.             |
| 32              | George Bennett (NZL) (estrada) | 30.             |
| 33              | Lennard Hofstede (NED)         | DNF-8           |
| 34              | Steven Kruijswijk (NED)        | 29.             |
| 35              | Tony Martin (GER) (CRI)        | DNF-5           |
| 36              | Sam Oomen (NED)                | 41.             |
| 37              | Jos van Emden (NED)            | DNF-8           |

| Ineos Grenadiers IGD | Ineos Grenadiers IGD     | Ineos Grenadiers IGD |
| -------------------- | ------------------------ | -------------------- |
| Num                  | Ciclista                 | Pos                  |
| 41                   | Richie Porte (AUS)       | DNF-1                |
| 42                   | Andrey Amador (CRC)      | 94.                  |
| 43                   | Laurens De Plus (BEL)    | 46.                  |
| 44                   | Rohan Dennis (AUS)       | 45.                  |
| 45                   | Tao Geoghegan Hart (GBR) | DNF-4                |
| 46                   | Ben Swift (GBR)          | 49.                  |
| 47                   | Dylan van Baarle (NED)   | 13.                  |

| Qhubeka Assos TQA | Qhubeka Assos TQA               | Qhubeka Assos TQA |
| ----------------- | ------------------------------- | ----------------- |
| Num               | Ciclista                        | Pos               |
| 51                | Sergio Henao (COL)              | 19.               |
| 52                | Sander Armée (BEL)              | 75.               |
| 53                | Fabio Aru (ITA)                 | 26.               |
| 54                | Victor Campenaerts (BEL)        | 88.               |
| 55                | Giacomo Nizzolo (ITA) (estrada) | NP-8              |
| 56                | Matteo Pelucchi (ITA)           | DNF-4             |
| 57                | Max Walscheid (GER)             | NP-7              |

| Astana-Premier Tech APT | Astana-Premier Tech APT               | Astana-Premier Tech APT |
| ----------------------- | ------------------------------------- | ----------------------- |
| Num                     | Ciclista                              | Pos                     |
| 61                      | Aleksandr Vlasov (RUS)                | 2.                      |
| 62                      | Samuele Battistella (ITA)             | NP-4                    |
| 63                      | Omar Fraile (ESP)                     | 50.                     |
| 64                      | Ion Izagirre (ESP)                    | 3.                      |
| 65                      | Alexey Lutsenko (KAZ) (estrada e CRI) | DNF-8                   |
| 66                      | Luis León Sánchez (ESP) (estrada)     | 17.                     |
| 67                      | Matteo Sobrero (ITA)                  | 42.                     |

| Trek-Segafredo TFS | Trek-Segafredo TFS    | Trek-Segafredo TFS |
| ------------------ | --------------------- | ------------------ |
| Num                | Ciclista              | Pos                |
| 71                 | Mads Pedersen (DEN)   | 118.               |
| 72                 | Julien Bernard (FRA)  | 28.                |
| 73                 | Kenny Elissonde (FRA) | 36.                |
| 74                 | Alex Kirsch (LUX)     | 104.               |
| 75                 | Jacopo Mosca (ITA)    | 58.                |
| 76                 | Jasper Stuyven (BEL)  | 59.                |
| 77                 | Edward Theuns (BEL)   | 71.                |

| Groupama-FDJ GFC | Groupama-FDJ GFC              | Groupama-FDJ GFC |
| ---------------- | ----------------------------- | ---------------- |
| Num              | Ciclista                      | Pos              |
| 81               | David Gaudu (FRA)             | DNF-8            |
| 82               | Bruno Armirail (FRA)          | 74.              |
| 83               | Arnaud Démare (FRA) (estrada) | 106.             |
| 84               | Jacopo Guarnieri (ITA)        | 116.             |
| 85               | Ignatas Konovalovas (LTU)     | 102.             |
| 86               | Miles Scotson (AUS)           | DNF-6            |
| 87               | Ramon Sinkeldam (NED)         | 125.             |

| Lotto-Soudal LTS | Lotto-Soudal LTS         | Lotto-Soudal LTS |
| ---------------- | ------------------------ | ---------------- |
| Num              | Ciclista                 | Pos              |
| 91               | Philippe Gilbert (BEL)   | 60.              |
| 92               | Thomas De Gendt (BEL)    | 66.              |
| 93               | John Degenkolb (GER)     | 93.              |
| 94               | Kobe Goossens (BEL)      | DNF-4            |
| 95               | Stefano Oldani (ITA)     | 61.              |
| 96               | Harm Vanhoucke (BEL)     | 11.              |
| 97               | Florian Vermeersch (BEL) | 100.             |

| Arkéa-Samsic ARK | Arkéa-Samsic ARK        | Arkéa-Samsic ARK |
| ---------------- | ----------------------- | ---------------- |
| Num              | Ciclista                | Pos              |
| 101              | Warren Barguil (FRA)    | 14.              |
| 102              | Maxime Bouet (FRA)      | NP-6             |
| 103              | Nacer Bouhanni (FRA)    | 90.              |
| 104              | Anthony Delaplace (FRA) | NP-6             |
| 105              | Daniel McLay (GBR)      | 114.             |
| 106              | Clément Russo (FRA)     | 78.              |
| 107              | Connor Swift (GBR)      | 56.              |

| Deceuninck-Quick Step DQT | Deceuninck-Quick Step DQT | Deceuninck-Quick Step DQT |
| ------------------------- | ------------------------- | ------------------------- |
| Num                       | Ciclista                  | Pos                       |
| 111                       | Sam Bennett (IRL)         | 79.                       |
| 112                       | Mattia Cattaneo (ITA)     | 32.                       |
| 113                       | Rémi Cavagna (FRA) (CRI)  | 83.                       |
| 114                       | Tim Declercq (BEL)        | 64.                       |
| 115                       | Yves Lampaert (BEL)       | 48.                       |
| 116                       | Michael Mørkøv (DEN)      | 98.                       |
| 117                       | Florian Sénéchal (FRA)    | 53.                       |

| Cofidis COF | Cofidis COF               | Cofidis COF |
| ----------- | ------------------------- | ----------- |
| Num         | Ciclista                  | Pos         |
| 121         | Guillaume Martin (FRA)    | 6.          |
| 122         | Piet Allegaert (BEL)      | 86.         |
| 123         | Simon Geschke (GER)       | 24.         |
| 124         | Christophe Laporte (FRA)  | 65.         |
| 125         | Anthony Perez (FRA)       | 108.        |
| 126         | Pierre-Luc Périchon (FRA) | 68.         |
| 127         | Jelle Wallays (BEL)       | 110.        |

| BikeExchange BEX | BikeExchange BEX            | BikeExchange BEX |
| ---------------- | --------------------------- | ---------------- |
| Num              | Ciclista                    | Pos              |
| 131              | Michael Matthews (AUS)      | 38.              |
| 132              | Luke Durbridge (AUS) (CRI)  | 67.              |
| 133              | Alexander Edmondson (AUS)   | DNF-7            |
| 134              | Kaden Groves (AUS)          | DNF-6            |
| 135              | Lucas Hamilton (AUS)        | 4.               |
| 136              | Amund Grøndahl Jansen (NOR) | NP-6             |
| 137              | Alexander Konychev (ITA)    | DNF-8            |

| AG2R Citroën Team ACT | AG2R Citroën Team ACT        | AG2R Citroën Team ACT |
| --------------------- | ---------------------------- | --------------------- |
| Num                   | Ciclista                     | Pos                   |
| 141                   | Bob Jungels (LUX)            | 27.                   |
| 142                   | Stan Dewulf (BEL)            | 91.                   |
| 143                   | Dorian Godon (FRA)           | 39.                   |
| 144                   | Oliver Naesen (BEL)          | 33.                   |
| 145                   | Ben O'Connor (AUS)           | 12.                   |
| 146                   | Aurélien Paret-Peintre (FRA) | 9.                    |
| 147                   | Damien Touzé (FRA)           | 44.                   |

| UAE Team Emirates UAD | UAE Team Emirates UAD             | UAE Team Emirates UAD |
| --------------------- | --------------------------------- | --------------------- |
| Num                   | Ciclista                          | Pos                   |
| 151                   | Alexander Kristoff (NOR)          | 82.                   |
| 152                   | Sven Erik Bystrøm (NOR) (estrada) | 43.                   |
| 153                   | Rui Costa (POR) (estrada)         | 55.                   |
| 154                   | David de la Cruz (ESP)            | 51.                   |
| 155                   | Brandon McNulty (USA)             | DNF-6                 |
| 156                   | Rui Oliveira (POR)                | 95.                   |
| 157                   | Matteo Trentin (ITA)              | 47.                   |

| Bahrain Victorious TBV | Bahrain Victorious TBV  | Bahrain Victorious TBV |
| ---------------------- | ----------------------- | ---------------------- |
| Num                    | Ciclista                | Pos                    |
| 161                    | Dylan Teuns (BEL)       | 20.                    |
| 162                    | Yukiya Arashiro (JPN)   | 87.                    |
| 163                    | Phil Bauhaus (GER)      | 117.                   |
| 164                    | Jack Haig (AUS)         | 7.                     |
| 165                    | Marco Haller (AUT)      | 107.                   |
| 166                    | Heinrich Haussler (AUS) | DNF-8                  |
| 167                    | Gino Mäder (SUI)        | 10.                    |

| Total Direct Énergie TDE | Total Direct Énergie TDE   | Total Direct Énergie TDE |
| ------------------------ | -------------------------- | ------------------------ |
| Num                      | Ciclista                   | Pos                      |
| 171                      | Pierre Latour (FRA)        | 16.                      |
| 172                      | Edvald Boasson Hagen (NOR) | 85.                      |
| 173                      | Fabien Doubey (FRA)        | 81.                      |
| 174                      | Christopher Lawless (GBR)  | DNF-4                    |
| 175                      | Anthony Turgis (FRA)       | 80.                      |
| 176                      | Dries Van Gestel (BEL)     | DNF-6                    |
| 177                      | Alexis Vuillermoz (FRA)    | DNF-2                    |

| Movistar Team MOV | Movistar Team MOV        | Movistar Team MOV |
| ----------------- | ------------------------ | ----------------- |
| Num               | Ciclista                 | Pos               |
| 181               | Matteo Jorgenson (USA)   | 8.                |
| 182               | Jorge Arcas (ESP)        | 34.               |
| 183               | Imanol Erviti (ESP)      | 84.               |
| 184               | Johan Jacobs (SUI)       | DNF-8             |
| 185               | Sebastián Mora (ESP)     | DNF-8             |
| 186               | Gregor Mühlberger (AUT)  | 63.               |
| 187               | José Joaquín Rojas (ESP) | 31.               |

| Israel Start-Up Nation ISN | Israel Start-Up Nation ISN   | Israel Start-Up Nation ISN |
| -------------------------- | ---------------------------- | -------------------------- |
| Num                        | Ciclista                     | Pos                        |
| 191                        | Krists Neilands (LAT)        | 21.                        |
| 192                        | Rudy Barbier (FRA)           | DNF-7                      |
| 193                        | Patrick Bevin (NZL)          | NP-7                       |
| 194                        | Matthias Brändle (AUT) (CRI) | 112.                       |
| 195                        | André Greipel (GER)          | 122.                       |
| 196                        | Sep Vanmarcke (BEL)          | 52.                        |
| 197                        | Rick Zabel (GER)             | 105.                       |

| Intermarché-Wanty-Gobert Matériaux IWG | Intermarché-Wanty-Gobert Matériaux IWG | Intermarché-Wanty-Gobert Matériaux IWG |
| -------------------------------------- | -------------------------------------- | -------------------------------------- |
| Num                                    | Ciclista                               | Pos                                    |
| 201                                    | Louis Meintjes (RSA)                   | 23.                                    |
| 202                                    | Odd Christian Eiking (NOR)             | 37.                                    |
| 203                                    | Jonas Koch (GER)                       | 89.                                    |
| 204                                    | Rein Taaramäe (EST)                    | 76.                                    |
| 205                                    | Taco van der Hoorn (NED)               | 115.                                   |
| 206                                    | Boy van Poppel (NED)                   | 126.                                   |
| 207                                    | Danny van Poppel (NED)                 | 96.                                    |

| B&B Hotels p/b KTM BBK | B&B Hotels p/b KTM BBK | B&B Hotels p/b KTM BBK |
| ---------------------- | ---------------------- | ---------------------- |
| Num                    | Ciclista               | Pos                    |
| 211                    | Bryan Coquard (FRA)    | 69.                    |
| 212                    | Cyril Barthe (FRA)     | 62.                    |
| 213                    | Cyril Gautier (FRA)    | 70.                    |
| 214                    | Jonathan Hivert (FRA)  | 97.                    |
| 215                    | Jérémy Lecroq (FRA)    | 127.                   |
| 216                    | Cyril Lemoine (FRA)    | 101.                   |
| 217                    | Quentin Pacher (FRA)   | 22.                    |

| Alpecin-Fenix AFC | Alpecin-Fenix AFC              | Alpecin-Fenix AFC |
| ----------------- | ------------------------------ | ----------------- |
| Num               | Ciclista                       | Pos               |
| 221               | Jasper Philipsen (BEL)         | NP-7              |
| 222               | Dries De Bondt (BEL) (estrada) | 113.              |
| 223               | Senne Leysen (BEL)             | 109.              |
| 224               | Oscar Riesebeek (NED)          | 72.               |
| 225               | Kristian Sbaragli (ITA)        | 40.               |
| 226               | Scott Thwaites (GBR)           | 103.              |
| 227               | Louis Vervaeke (BEL)           | NP-6              |

Convenções:
- AB-N: Abandono na etapa "N"
- FLT-N: Retiro por chegada fora do limite de tempo na etapa "N"
- NTS-N: Não tomou a saída para a etapa "N"
- DES-N: Desclassificado ou expulsado na etapa "N"

## UCI World Ranking
A Paris-Nice outorgou pontos para o UCI World Ranking para corredores das equipas nas categorias UCI WorldTeam, UCI ProTeam e Continental. A seguintes tabela são o barómetro de pontuação e os 10 corredores que obtiveram mais pontos:
| Posição             | 1.º | 2.º | 3.º | 4.º | 5.º | 6.º | 7.º | 8.º | 9.º | 10.º | 11.º | 12.º | 13.º | 14.º | 15.º | 16.º-20.º | 21.º-30.º | 31.º-50.º | 51.º-55.º | 56.º-60.º |
| Classificação geral | 500 | 400 | 325 | 275 | 225 | 175 | 150 | 125 | 100 | 85   | 70   | 60   | 50   | 40   | 35   | 30        | 20        | 10        | 5         | 3         |
| Por etapa           | 60  | 25  | 10  |     |     |     |     |     |     |      |      |      |      |      |      |           |           |           |           |           |
| Líder               | 10  |     |     |     |     |     |     |     |     |      |      |      |      |      |      |           |           |           |           |           |

| Classificação |                       |                            |       |       |       |       |
| Posição       | Ciclista              | Equipa                     | Geral | Etapa | Líder | Total |
| ------------- | --------------------- | -------------------------- | ----- | ----- | ----- | ----- |
| 1.º           | Maximilian Schachmann | Bora-Hansgrohe             | 500   | 35    | -     | 535   |
| 2.º           | Aleksandr Vlasov      | Astana-Premier Tech        | 400   | -     | -     | 400   |
| 3.º           | Ion Izagirre          | Astana-Premier Tech        | 325   | -     | -     | 325   |
| 4.º           | Lucas Hamilton        | BikeExchange               | 275   | -     | -     | 275   |
| 5.º           | Primož Roglič         | Jumbo-Visma                | 35    | 190   | 40    | 265   |
| 6.º           | Tiesj Benoot          | DSM                        | 225   | -     | -     | 225   |
| 7.º           | Guillaume Martin      | Cofidis, Solutions Crédits | 175   | 10    | -     | 185   |
| 8.º           | Jack Haig             | Bahrain Victorious         | 150   | -     | -     | 150   |
| 9.º           | Sam Bennett           | Deceuninck-Quick Step      | -     | 120   | 10    | 130   |
| 10.º          | Matteo Jorgenson      | Movistar                   | 125   | -     | -     | 125   |